# دوري كرة القدم الأمريكية 1980
دوري كرة القدم الأمريكية 1980 هو موسم من دوري كرة القدم الأمريكية ‏. فاز فيه Pennsylvania Stoners ‏.